# برش دادن

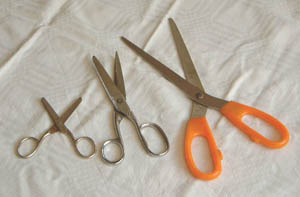
انواع مختلف قیچی – خیاطی (چپ)، برش کاغذ (وسط)، آشپزخانه (راست)

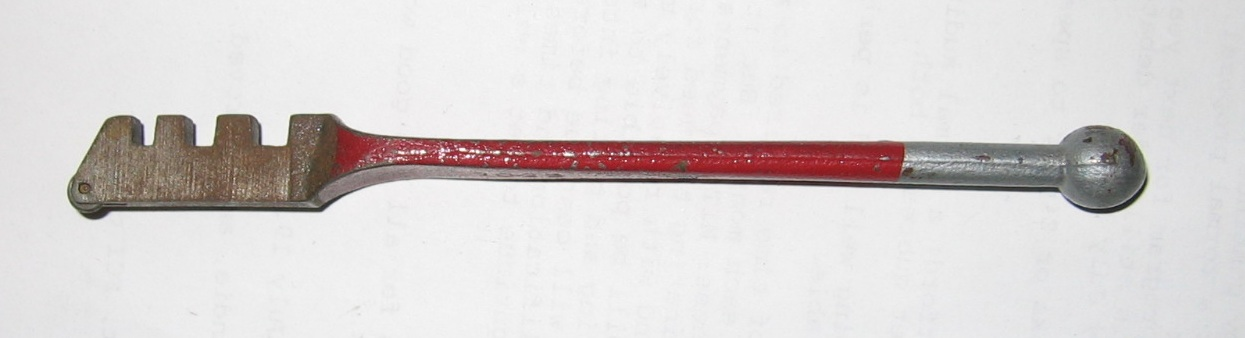
یک الماس شیشه‌بر

بریدن یا برش دادن عبارت است از جداسازی یا تکه‌تکه کردن یک جسم فیزیکی به دو یا چند قسمت، از طریق اعمال نیروی هدایت‌شدهٔ شدید. وسایلی که معمولاً برای برش استفاده می‌شوند شامل چاقو و اره و در پزشکی و علم، شامل چاقوی جراحی و میکروتوم است. با این حال، هر جسمی که به اندازهٔ کافی تیز باشد و سختی آن به اندازهٔ کافی بیشتر از جسم مورد نظر باشد، با اِعمال نیروی کافی قابلیت برش آن جسم را دارد. برای بریدن اشیاء می‌توان در صورت اِعمال نیروی کافی، از مایعات نیز استفاده کرد (به برش با فشار آب مراجعه کنید).
برش، یک پدیدهٔ فشاری و برشی است و تنها زمانی اتفاق می‌افتد که تمامی تنش ایجادشده توسط ابزار برش از مقاومت نهایی مادهٔ شیء در حال برش، بیشتر شود. ساده‌ترین معادلهٔ قابل اجرا این است:
{\displaystyle {\text{stress}}={{\text{force}} \over {\text{area}}}} یا {\displaystyle \tau ={\frac {F}{A}}}
تنش ایجادشده توسط ابزار برش، نسبت مستقیم با نیرویی دارد که با آن اِعمال می‌شود و با ناحیهٔ تماس، نسبت عکس دارد. از این رو، هرچه مساحت کمتر باشد (یعنی ابزار برش تیزتر)، نیروی کمتری برای بریدن اجسام، مورد نیاز است. به‌طور کلی مشاهده می‌شود که لبه‌های برش برای برش مواد نرم، نازک‌تر و برای مواد سخت‌تر ضخیم‌تر هستند. به‌طور کلی تعادلی بین عمل برش آسان یک تیغهٔ نازک در مقابل استحکام و دوام لبهٔ یک تیغهٔ ضخیم‌تر برقرار است.

## برش فلزات
برش در طول تاریخ، از هسته‌های اصلی تولید بوده‌است. برای برش فلزات از روش‌های زیادی استفاده می‌شود و می‌توان این روش‌ها را بر پایهٔ پدیدهٔ فیزیکی مورد استفاده گروه‌بندی کرد.
- شکل‌دهی تراشه (فرایندهای حذف مواد) - اره کردن، سوراخ‌کاری، فرزکاری، تراشکاری و غیره.
- پانچ کردن، مهر زدن و قیچی کردن
- حذف مواد ساینده - سنگ‌زنی، پرداخت‌کاری، پولیش و برش با فشار آب
- برش حرارتی – شعله، برش پلاسما و برش لیزری
- الکتروشیمیایی – چاپ فلزی، ماشین‌کاری تخلیهٔ الکتریکی (EDM)، ماشین‌کاری الکتروشیمیایی (ECM)

هر روشی محدودیت‌های خود را در دقت، هزینه و تأثیر بر مواد دارد. برای مثال، گرما ممکن است به کیفیت آلیاژهای عملیات حرارتی آسیب برساند و برش لیزری برای مواد بسیار بازتابنده مانند آلومینیم کمتر مناسب است. برش لیزری ورق فلز، قطعاتی مسطح تولید می‌کند. به‌دلیل فرایند سریع و توانایی‌های قابل تنظیم، بیش از سایر گزینه‌های برش استفاده می‌شود.